# Serge Masnaghetti
Serge Masnaghetti (Mancieulles, 15 aprile 1934) è un ex calciatore francese, di ruolo attaccante.

## Carriera

### Club
Giocò nella prima divisione francese con il Valenciennes e fu capocannoniere della categoria nella stagione 1962-1963. L'anno precedente era stato invece capocannoniere della Division 2. Detiene inoltre il record di maggior numero di giornate di campionato consecutive in cui ha segnato almeno una rete, 13 nella stagione 1962-1963.

### Nazionale
Nel 1963 ha segnato un gol in 2 presenze con la nazionale francese.

## Palmarès

### Individuale
- Capocannoniere della seconda divisione francese: 1

1961-1962 (21 reti)